# Klaus Sparwasser
Klaus Sparwasser (* 23. März 1958 in Eppstein im Taunus) ist ein deutscher Biologe und Dokumentarfilmer.

## Leben
Sparwasser studierte Biologie an mehreren Universitäten in Deutschland mit besonderem Interesse an Zoologie, Evolution, vergleichender Anatomie und Ökologie. Sein akademisches Wirken führte zu einem speziellen Interesse an den Auswirkungen des Menschen auf natürliche Systeme. Da er in der Biologie einen „begrenzten ökonomischen Wert“ sah, promovierte er in klinischer Pharmakologie, finanziert durch das Land Hessen.
In den folgenden 25 Jahren arbeitete er in einem großen Pharmaunternehmen, während er gleichzeitig seine Interessen in Naturwissenschaften und Film verfolgte. Er reiste an entlegene Orten der Erde und schrieb über seine Expeditionen in Reisemagazinen. Zudem wurde er regelmäßiger Beitragsautor für populärwissenschaftliche Magazine.

## Wirken
Seit 1992 unternimmt Sparwasser Expeditionen in Wüsten und extreme Lebensräume weltweit. Ab 2002 produzierte er Filme für Fernsehsender wie Arte, ZDF und WDR. Seine Arbeiten umfassen mehrere Umweltserien und Naturdokumentationen, hauptsächlich für das deutsche Fernsehen. Seit 2017 arbeitet er gemeinsam mit dem Filmemacher Phil Hattingh.
Ein bekanntes Werk ist seine Dokumentation System Change (2023), ein Porträt der Lebenswelt junger Klimaaktivisten. Der Film konzentriert sich auf die Räumung des Dannenröder Waldes für den Ausbau der Autobahn A49 im Jahr 2020, den Kampf um Lützerath im Jahr 2023 und die Proteste gegen LNG-Terminals in Brunsbüttel. System Change wurde auf verschiedenen Festivals präsentiert. Der Film wurde mehrfach auf Festivals ausgezeichnet.